# Canal 8 (San Juan)
El Canal 8 de San Juan es un canal de televisión abierta argentino afiliado a América TV que transmite desde la ciudad de San Juan. El canal se llega a ver en  la Provincia de San Juan a través de repetidoras. Es operado por el Grupo América.

## Historia
El 9 de diciembre de 1963, mediante el Decreto 1337, el Poder Ejecutivo Nacional adjudicó al empresario Jorge Estornell una licencia para explotar la frecuencia del Canal 3 de la ciudad de San Juan, capital de la provincia homónima. Originalmente, Estornell planeó usar esa frecuencia; sin embargo, la misma se pospuso cambiar al Canal 8.
La licencia finalmente inició sus transmisiones regulares el 2 de mayo de 1964 como LV 82 TV Canal 8 de San Juan, aunque las primeras emisiones de prueba se realizaron desde el 18 de abril de ese mismo año.

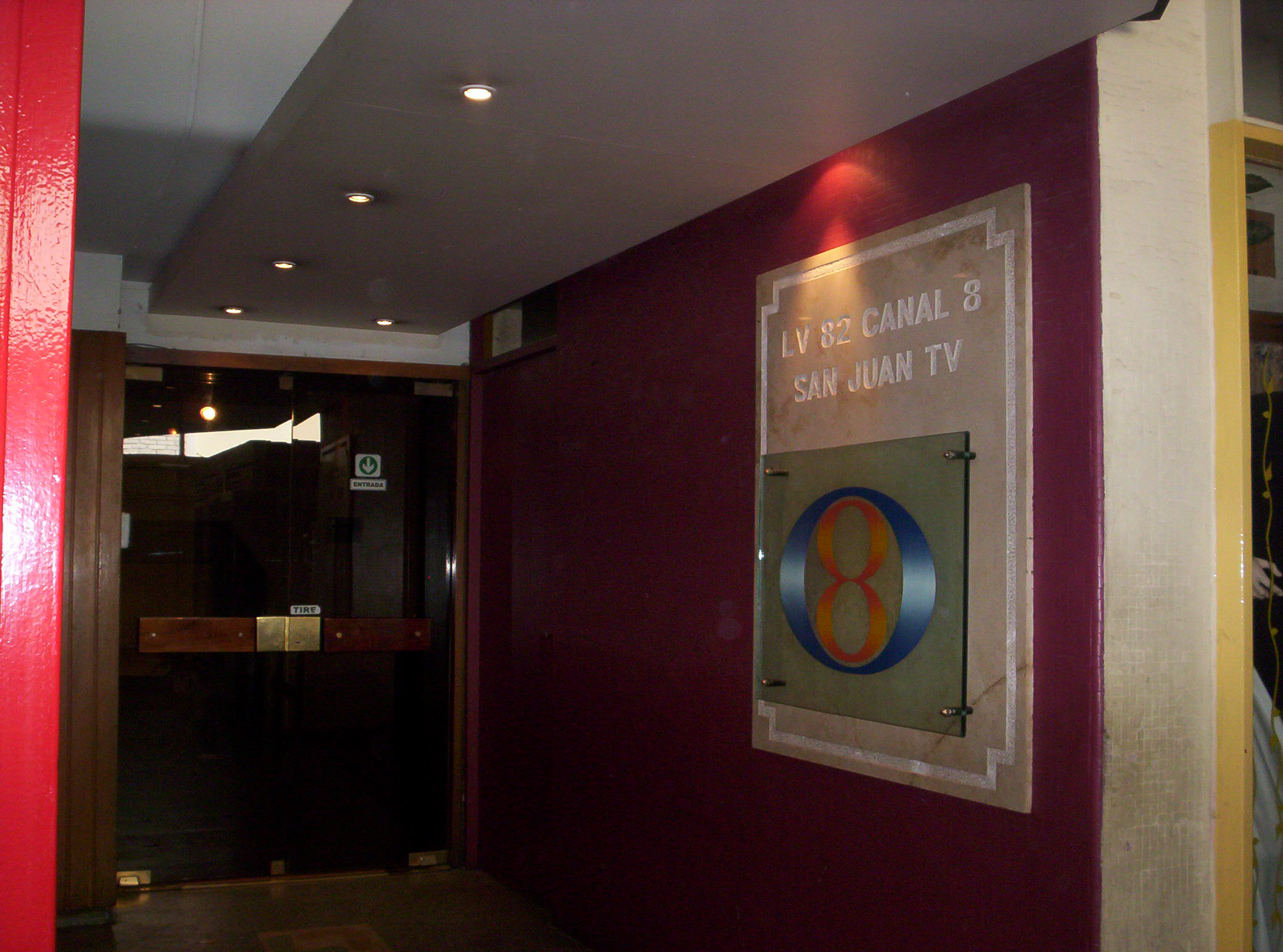
Entrada de los estudios de Canal 8.

En ese tiempo transmitía de forma fragmentada desde las 12:00 hasta las 14:00 y luego de 18:00 a 00:00 donde su programación solamente era de programas que se emitían por el Canal 13 de Buenos Aires. En 1966, se comenzó con la programación local.
El canal rápidamente ganó popularidad entre la audiencia, quienes contaban con sólo una opción hasta ese momento. Los estudios aún se encuentran ubicados en el centro de la ciudad de San Juan al igual que su planta transmisora ubicada en el 6º piso de la Galería Estornell.
El 12 de noviembre de 1982, mediante el Decreto 1207, el Poder Ejecutivo Nacional renovó la licencia conferida del Canal 8.
El 17 de septiembre de 1990, mediante el Decreto 1869, autorizó a continuar con las licencias de los canales 7 de Mendoza y 8 de San Juan a Jorge Estornell S.A.
En septiembre de 1997, el Grupo UNO (hoy Grupo América) adquirió 3 canales de televisión por aire (entre ellos, Canal 8).
En mayo de 1999, mediante la Resolución 10845, la Secretaría de Comunicaciones autorizó a Canal 8 a realizar pruebas en la Televisión Digital Terrestre bajo la normativa ATSC (normativa que fue dispuesta mediante la Resolución 2357 de 1998). Para ello se le asignó el Canal 10 en la banda de VHF.
El 18 de julio de 2012, la Autoridad Federal de Servicios de Comunicación Audiovisual, mediante la Resolución 985, autorizó al Canal 8 a realizar pruebas en la Televisión Digital Terrestre bajo el estándar ISDB-T (adoptado en Argentina mediante el Decreto 1148 de 2009). Para ello se le asignó el Canal 26 en la banda de UHF.
Como motivo de su 50.º aniversario, el 29 de abril de 2014 la señal transmitió unos cortos alusivos a la historia del canal.
El 31 de marzo de 2015, la Autoridad Federal de Servicios de Comunicación Audiovisual, mediante la Resolución 236, le asignó a Canal 8 el Canal 32.1 para emitir de forma regular (en formato HD) en la Televisión Digital Terrestre.
El 9 de octubre de 2019, Canal 8 comenzó a emitir en el canal 31.1 de la TDA de San Juan.

## Programación
Actualmente, parte de la programación del canal consiste en retransmitir parte de los contenidos del Canal 2 de La Plata (América TV).
La señal también posee programación local, entre los que se destacan Noticiero 8 (que es el servicio informativo del canal), Punto de partida (informativo matutino) y Pensar San Juan (programa vespertino que se emite también por radio). El canal también emite contenidos producidos para el Canal 7 de Mendoza, entre los que se destacan los ganadores al premio Martín Fierro Federal Vinos y Placeres (programa sobre vinos, ganador en el rubro Mejor Programa Agropecuario).
A inicios de 2018, Canal 8, al igual que sus canales hermanos del Cuyo, dejó de emitir la programación de El Trece, reemplazando su contenido por programas de su entonces hermana porteña América TV. A septiembre de 2018, la programación de El Trece había vuelto al Canal 8.

## Noticiero 8
Es el servicio informativo del canal con principal enfoque a la Provincia de San Juan. Actualmente, posee dos ediciones que se emiten de lunes a viernes (a las 13:00 y a las 21:00). Además, emite Punto de partida, que es el noticiero de la mañana que tiene el canal.

## Repetidoras
Canal 8 cuenta con 5 repetidoras en la Provincia de San Juan.
| Canal | Localización de las repetidoras |
| 6     | Barreal                         |
| 8     | Calingasta                      |
| 6     | Iglesia                         |
| 6     | Jáchal                          |
| 11    | Valle Fértil                    |